# باشگاه ورزشی وستمانایا
باشگاه ورزشی وستمانایا (ÍBV Vestmannaeyjar) یک باشگاه ورزشی در ایسلند است؛ این باشگاه در سال ۱۹۰۳ میلادی تأسیس شد و دارای تیم فوتبال مردان و زنان می‌باشد اما بیشتر به خاطر تیم فوتبال مردان آن شناخته می‌شود.
شهاب زاهدی بازیکن فوتبال ایران از سال های ۲۰۱۷ تا ۲۰۱۹ عضو این تیم بوده که موفق شده در ۲۳ بازی برای این تیم ۸ گل به ثمر برساند.

## رشته‌های ورزشی
این باشگاه در رشته‌های بسکتبال، بدمینتون، فوتبال، گلف، هندبال و ژیمیناستیک فعالیت دارد.

## افتخارات
- فوتبال
  - Icelandic Championships: 3
  - Icelandic Cups: 5
  - Icelandic League Cup: 1

## اولین بازیکن ایرانی لیگ ایسلند
شهاب زاهدی در سال ۲۰۱۷ به این باشگاه ایسلندی منتقل شد تا اولین ایرانی شاغل در لیگ ایسلند لقب بگیرد.